# Cryptoheros altoflavus
Espèce
Cryptoheros altoflavus est une espèce de poissons néotropicaux de la famille des cichlidae et de l'ordre de Perciformes. Cette espèce se rencontre uniquement en Amérique centrale.

## Dimorphisme
Cette espèce possède un dimorphisme touchant notamment, la taille des spécimens, plus grandes chez les mâles, la terminaison des nageoires impaires plus effilées chez les mâles. (Lors de la reproduction, un comportement défensif du nid, œufs, larves et jeunes poissons, juste au-dessus de ses derniers est observé par la femelle, tandis que le mâle défend plus aux alentours.)